# Josef Skupa
Josef Skupa (Strakonice, 16 januari 1892 - Praag, 8 januari 1957) was een Tsjechisch poppenspeler.

## Levensloop

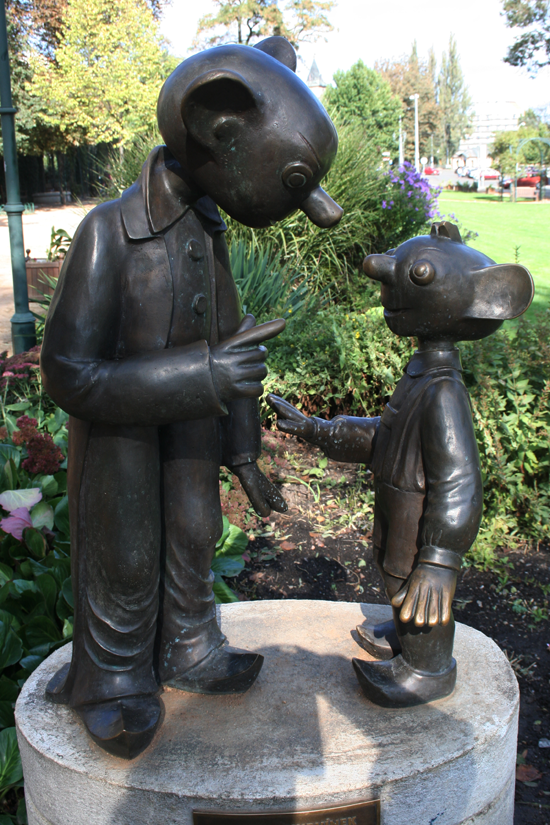
Spejbl en Hurvínek, een monument ter nagedachtenis aan Skupa in Pilzen

Skupa studeerde aan de faculteit voor toegepaste kunsten in Praag en werkte in Pilsen als stage designer bij het stadstheater en als ontwerper bij het automerk Škoda.
Na de Eerste Wereldoorlog richtte hij het eerste professionele poppentheater van Tsjecho-Slowakije op. Tussen 1919 en 1926 creëerde hij zijn beroemde poppen Spejbl en Hurvínek en in 1930 opende hij het eerste moderne poppentheater. Na een korte pauze tijdens de Tweede Wereldoorlog is het Spejbl en Hurvínek-theater sinds 1945 gevestigd in de Praagse wijk Dejvice. In 1930 startte hij met het eerste moderne poppentheater.
In 1933 volgde hij Jindřich Veselý op als tweede voorzitter van de internationale bond voor poppentheater, Union Internationale de la Marionnette (UNIMA), waarvan Skupa medeoprichter was. Door de opkomst van het nationaalsocialisme kreeg hij pas weer een opvolger bij zijn dood in 1957 met Max Jacob.
Tijdens de Tweede Wereldoorlog leverde hij door middel van zijn poppen kritiek op de Duitse bezetters. Hierdoor werd hij in 1940 opgepakt en gevangengezet in de Gestapo-gevangenis in Dresden; de marionetten werden in de tussentijd door de Gestapo achter slot en grendel gezet. Na de bombardementen op Dresden in februari 1945, door de Amerikaanse en Engelse luchtmacht lukte het Skupa om te vluchten.
Na de oorlog werd het marionettentheater Spejbl und Hurvínek weer voortgezet en stonden ze binnen korte tijd weer in theaters in binnen- en buitenland. Na Skupa's dood zette zijn vrouw Jiřina Skupova (1895–1970) het theater voort.
Sinds 1966 is ook in Pilsen weer een professioneel marionettentheater gevestigd. Dit Alfatheater is sinds 1967 medeorganisator van het marionettentheaterfestival Skupova Plzeň.